# Морандо (Верона)
Морандо је насеље у Италији у округу Верона, региону Венето.
Према процени из 2011. у насељу је живело 69 становника. Насеље се налази на надморској висини од 54 м.